# Glaucidium gnoma
El mochuelo gnomo, mochuelo serrano, tecolote serrano, tecolotito serrano, buhito norteño o mochuelo californiano (Glaucidium gnoma) es una especie de ave estrigiforme de la familia Strigidae propia de México, Arizona y Nuevo México.

## Descripción

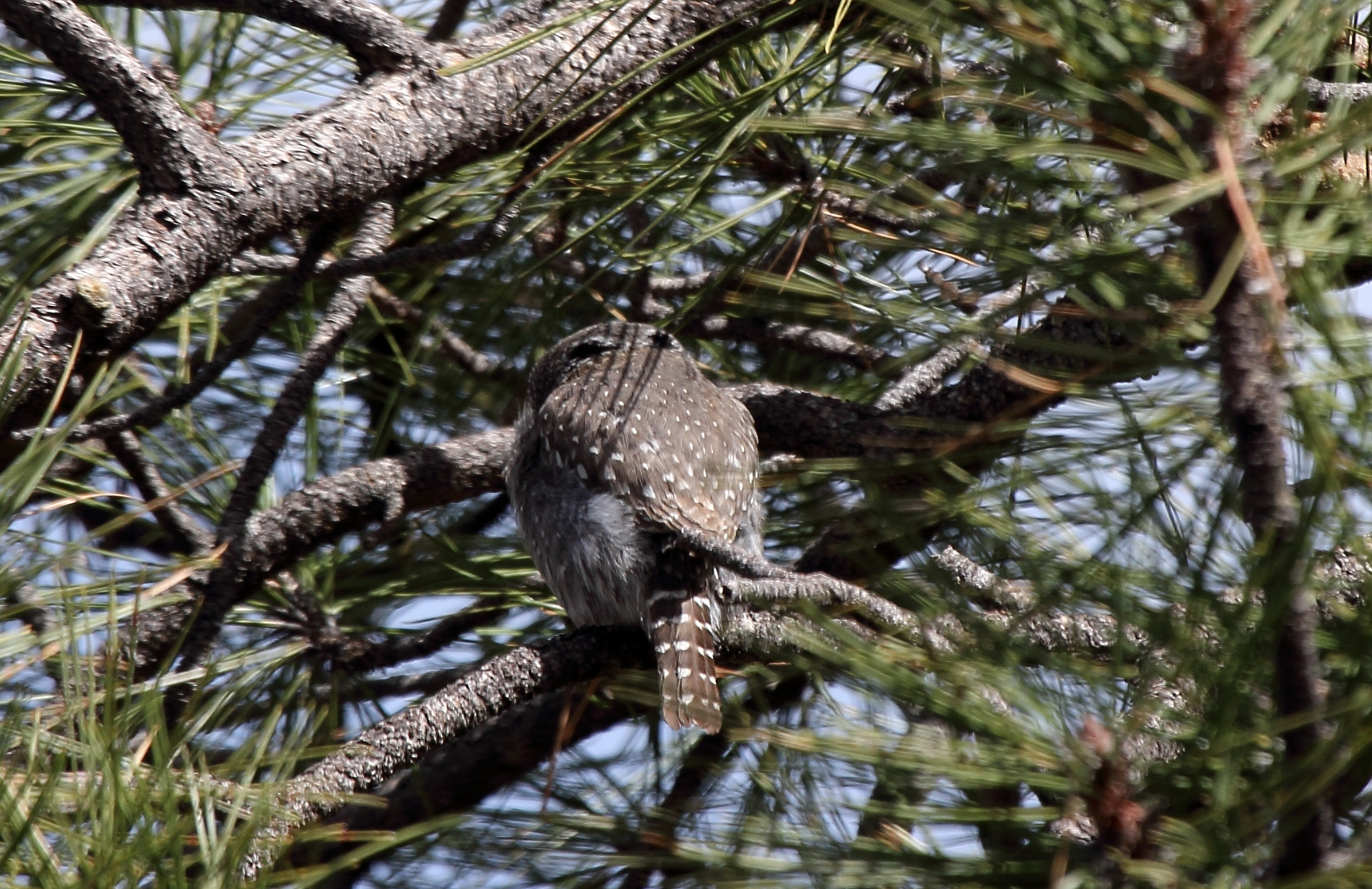
Presenta ocelos (falsos ojos) en la nuca.

Los adultos tienen una longitud de 15 a 17 cm. El plumaje de sus partes superiores y la mitad superior del pecho son de color gris, pardo grisáceo o castaño, con moteado blanco, más denso en la cabeza, mientras que la mitad inferior del pecho es de color blanco con vetado vertical más oscuro. Su disco facial está débilmente definido y presenta listas superciliares blancas. Los ojos son de color amarillo y el pico es verde amarillento. En la parte posterior de su cabeza tiene dos manchas negras con bordes blancos que se parecen a ojos. Las patas están emplumadas hasta las garras. La cola es relativamente larga en comparación con otros búhos. 

## Distribución y hábitat
El mochuelo serrano es nativo de los montes de México y el sureste de Estados Unidos (Arizona y Nuevo México). 
Su hábitat incluye bosques templados y subtropicales de montañas.

## Taxonomía
Fue descrito científicamente en 1832 por el naturalista alemán Johann Georg Wagler. En la actualidad se considera una especie monotípica, pero en el pasado se consideraba que tenía siete subespecies:
- Glaucidium gnoma californicum Sclater, 1857
- Glaucidium gnoma cobanense Sharpe, 1875
- Glaucidium gnoma gnoma Wagler, 1832
- Glaucidium gnoma grinnelli Ridgway, 1914
- Glaucidium gnoma hoskinsii Brewster, 1888
- Glaucidium gnoma pinicola Nelson, 1910
- Glaucidium gnoma swarthi Grinnell, 1913

En la actualidad seis de estas subespecies se reparten en tres especies escindidas: el mochuelo californiano, el mochuelo de Hoskins y el mochuelo guatemalteco.